# Bihangspedal
Mindre enmanualiga piporglar har ofta en pedalklaviatur trots att det inte finns något självständigt pedalverk. Pedalklaviaturen är då kopplad till bastangenterna i manualen eller till deras abstrakter. En sådan anordning kallas bihangspedal och innebär att orgeln även kan användas för repertoar som förutsätter pedalspel.
Orgelbyggarna Sven & Erik Nordström försåg även något större tvåmanualiga verk med bihangspedal, som anslöts till huvudverket.